# لوثر كينت
لوثر كينت (بالإنجليزية: Luther Kent)‏ هو مغني أمريكي، ولد في 23 يونيو 1948.

## وصلات خارجية
- الموقع الرسمي
- لوثر كينت على موقع IMDb (الإنجليزية)
- لوثر كينت على موقع ميوزك برينز (الإنجليزية)
- لوثر كينت على موقع أول ميوزيك (الإنجليزية)
- لوثر كينت على موقع ديسكوغز (الإنجليزية)